# Rêves de transition
Rêves de transition (titre original : Transition Dreams) est une nouvelle de l'écrivain de science-fiction Greg Egan, publiée en octobre 1993 dans la revue Interzone et reprise dans le recueil Our Lady of Chernobyl en 1995.

## Résumé
Un homme décide de faire faire par une société spécialisée dans ce type de services la copie exacte, sous forme de logiciel, de ses processus mentaux afin de les réintégrer dans un robot et jouir ainsi d'une vie sans maladie, sans vulnérabilité et sans mort. Il est averti qu'après le processus de copie, la mise en route du logiciel produit des rêves, appelés rêves de transition, qui ne laissent aucun souvenir une fois la copie entièrement activée. Il commence alors à s'inquiéter au sujet de la nature de ces rêves.

## Thèmes
Le thème de départ est classique : il s'agit d'échapper à la maladie et à la mort en se débarrassant d'une enveloppe charnelle jugée inessentielle. Le procédé utilisé dans cette nouvelle consiste à reproduire dans leurs moindres détails les fonctions cérébrales, ce qui introduit les thèmes de l'identité et de la continuité d'un être. 
Pour montrer la difficulté à penser ces deux derniers thèmes, Egan utilise l'idée de rêves produit lors de la transition d'un état humain à un état de robot, et y ajoute un élément dramatique, l'idée que ces rêves ne font pas l'objet de souvenirs, ce qui introduit une discontinuité dans l'existence du personnage. Egan va alors jouer sur cette continuité problématique de l'identité et du souvenir d'une expérience subjective (le rêve) pour placer le lecteur à un point de vue où il ne peut plus reconnaître avec certitude de continuité dans la subjectivité du personnage.
Tout d'abord, en effet, le lecteur va être le spectateur paradoxal d'une expérience subjective qui ne peut pas avoir de spectateur, celle du rêve ; mais puisque cette expérience du rêve de transition ne doit laisser aucune trace, le lecteur accède à un point de vue subjectif plus subjectif que celui que possède le personnage lui-même. Ce point de vue du lecteur omniscient renseigné par l'auteur omniscient est classique, et permet à Egan de placer le lecteur à un point de vue où ce dernier croit avoir accès de manière privilégiée à la subjectivité totale du personnage et à tout ce qui lui arrive.
Mais, ensuite, lorsque le personnage comprend, et le lecteur avec lui, que le rêve a déjà commencé, que ce que l'on a lu est déjà un rêve, et que ce rêve se présente comme une recomposition chaotique de souvenirs, il n'est plus possible de savoir si l'on assiste à un rêve qui se produit lors de la désactivation du cerveau du personnage, ou si celui-ci est déjà en train de se réveiller dans le robot. Le problème est alors que, dans le premier cas, il s'agit toujours du même personnage en train de se décomposer en rêve (son cerveau est détruit dans le processus de copie), tandis que, dans le second cas, il s'agit de la recomposition du personnage comme copie, et donc peut-être d'un autre personnage, mais identique.
L'auteur propose ainsi au lecteur plusieurs points de vue que ce dernier peut choisir ou non : 
- le personnage est en train de mourir, et la décomposition de ses souvenirs est un écho de sa mort cérébrale ; mais ce point de vue ne peut être prouvé, et le rêve de transition est censé avoir lieu lors de l'activation du programme ;
- si l'on pose que la continuité des processus mentaux conserve l'identité du personnage, on peut penser qu'il n'y a aucun problème philosophique à se poser : le personnage « meurt » comme corps, mais se réincarne comme processus mentaux ; mais cela suppose d'admettre une thèse métaphysique difficile, voir impossibile à prouver ;
- enfin, si l'on ne sait pas qui se réveille dans le robot, alors l'histoire ne permet pas de savoir qui est le sujet du récit qui est raconté, et c'est cette thèse, qui associe les deux précédentes dans leur indécidabilité, que le personnage exprime par ses doutes ultimes :
« Qui suis-je ? Que sais-je de sûr au sujet de l'homme qui va se réveiller dans le robot ? »

Au-delà de son caractère de science-fiction, illustré par la transition d'identité opérée par des moyens technologiques sophistiqués, cette histoire est une transposition de la transition que tout être humain vit à chaque éveil : si le réveil permet de recomposer une conscience de soi composée de souvenirs, peut-on être certain que c'est la même personne qui se réveille dans notre corps que celle qui s'est endormie ?

## Réception critique
Cette nouvelle est généralement jugée assez faible et médiocre.

## Citations
- « Pensez-vous qu'ait jamais pu exister un seul moi conscient et cohérent, qui persisterait dans le temps, sans qu'un milliard d'esprits fragmentaires ne se forment et meurent tout autour de lui ? » Rêves de transition, in Notre-Dame de Tchernobyl,  traduction française Sylvie Denis et Francis Valéry, p. 45.